# Miss Supranacional 2011
Miss Supranacional 2011 fue la 3.ª edición del certamen Miss Supranacional, correspondiente al año 2011; la cual se llevó a cabo el 26 de agosto en el Anfiteatro de Płock de la ciudad de Płock, Polonia. Candidatas de 70 países y territorios autónomos compitieron por el título. Al final del evento, Karina Pinilla, Miss Supranacional 2010 de Panamá, coronó a Monika Lewczuk, de Polonia, como su sucesora.

## Resultados
| Posiciones              | Candidata |
| ----------------------- | --- |
| Miss Supranacional 2011 | - Polonia - Monika Lewczuk |
| Primera Finalista       | - Bielorrusia - Liudmila Yakimovich |
| Segunda Finalista       | - Puerto Rico - Valery Vélez |
| Tercera Finalista       | - Vietnam - Daniela Nguyenová |
| Cuarta Finalista        | - Estados Unidos - Krystelle Khoury |

Mapa en el que se muestra las posiciones de las naciones competidoras en esta edición.

| Semifinalistas (Top 20) | - Brasil - Suymara Barreto - Colombia - Tania Zuluaga - Eslovenia - Suzana Matic - Francia - Analisa Kebaili - Hungría - Agnes Konkoly - India - Michelle Almeida § - Islandia - Guðrún Dögg Rúnarsdóttir - Líbano - Daniella Rahme - Letonia - Eva Caune - Panamá - Lidia McNulty - Polinesia Francesa - Mihilani Teixeira - República Checa - Aneta Grabcová - República Dominicana - Sofinel Báez - Sudáfrica - Dhesha Jeram - Ucrania - Natalia Sitnikova |

- § Votada por el público de todo el Mundo vía internet avanza al Top 20.

### Reinas Continentales
| Continente     | Candidata                             |
| -------------- | ------------------------------------- |
| África         | - Sudáfrica - Dhesha Jeram            |
| América        | - República Dominicana - Sofinel Báez |
| Asia y Oceanía | - India - Michelle Almeida            |
| Europa         | - Francia - Analisa Kebaili           |

## Relevancia histórica del concurso
- Polonia gana por primera vez Miss Supranacional.
- Bielorrusia obtiene la posición de primera finalista por segunda vez; anteriormente en 2009.
- Puerto Rico obtiene la posición de segunda finalista por primera vez.
- Vietnam obtiene la posición de tercera finalista por primera vez.
- Estados Unidos obtiene la posición de cuarta finalista por primera vez.
- Brasil y Polonia clasifican por tercer año consecutivo.
- Colombia,  Eslovenia, Panamá y República Checa  clasifican por segundo año consecutivo vez en la historia del certamen.
- Estados Unidos, Francia, Hungria, India, Islandia, Libano, Letonia, Puerto Rico, Polinesia Francesa, República Dominicana, Sudafrica, Ucrania clasifican por primera vez en la historia del concurso.
- Bielorrusia y Vietnam clasificaron por última vez en 2009.
- Finlandia, Grecia, Honduras y  Perú rompen una racha de clasificaciones consecutivas que mantenían desde 2009.

## Premios Especiales
| Título               | Candidata                                |
| -------------------- | ---------------------------------------- |
| Mejor Traje Nacional | - Brasil - Suymara Barreto               |
| Mejor Cuerpo         | - Suecia - Sara Weidenblad               |
| Miss Fotogénica      | - Ucrania - Natalia Sitnikova            |
| Miss Personalidad    | - Polinesia Francesa - Mihilani Teixeira |
| Miss Talento         | - Bahamas - Sharie Delva                 |
| Miss Top Model       | - Eslovenia - Suzana Matic               |
| Miss Internet        | - India - Michelle Almeida               |
| Miss Elegancia       | - República Dominicana - Sofinel Báez    |
| Miss Simpatía        | - Hong Kong - Elaine Elena Ng            |

## Candidatas
70 candidatas compitieron por el título:
(En la tabla se utiliza su nombre completo, los sobrenombres van entrecomillados y los apellidos utilizados como nombre artístico, entre paréntesis; fuera de ella se utilizan sus nombres «artísticos» o simplificados).
| País/Territorio                      | Candidata                                  | Edad | Residencia         |
| ------------------------------------ | ------------------------------------------ | ---- | ------------------ |
| Albania                              | Megi Duro                                  | 18   | Tirana             |
| Bahamas                              | Sharie Delva                               | 23   | Freeport           |
| Bélgica                              | Sanne Laenen                               | 18   | Geel               |
| Bielorrusia                          | Liudmila Yakimovich                        | 24   | Grodno             |
| Bolivia                              | Beatriz Olmos Balcázar                     | 23   | Cochabamba         |
| Bonaire                              | Ana Gisel Maciel                           | 18   | Kralendijk         |
| Brasil                               | Suymara Barreto Parreira                   | 26   | Anápolis           |
| Bulgaria                             | Elena Jordanowa Markowa                    | 26   | Sofía              |
| Canadá                               | Ailey Komeychuk                            | 19   | Toronto            |
| Colombia                             | Tania Zuluaga Candamil                     | 21   | Pereira            |
| Croacia                              | Lara Toplek                                | 20   | Zagreb             |
| Curazao                              | Melissa van de Laar                        | 19   | Willemstad         |
| Dinamarca                            | Monica Vestergaard Kristensen              | 20   | Vejen              |
| Ecuador                              | Leslie Anette Ayala Rodríguez              | 23   | Guayaquil          |
| Egipto                               | Jamilla Idirs                              | 18   | El Cairo           |
| El Salvador                          | Mónica Avelar Hernández                    | 19   | San Salvador       |
| Eslovenia                            | Suzana Matic                               | 19   | Domžale            |
| Estados Unidos                       | Krystelle Khoury                           | 19   | Los Ángeles        |
| Estonia                              | Doris Daniel                               | 17   | Tallinn            |
| Etiopía                              | Aman Taye Lemma                            | 22   | Addis Abeba        |
| Filipinas                            | Lourenz Grace Remetillo                    | 23   | Iligan             |
| Finlandia                            | Pia Orava                                  | 18   | Helsinki           |
| Francia                              | Analisa Kebaili                            | 19   | Marsella           |
| Gales                                | Rachelle Peréz                             | 22   | Cardiff            |
| Georgia                              | Nino Mikadze                               | 20   | Tiflis             |
| Grecia                               | Sofie Aronis                               | 20   | Atenas             |
| Guinea Ecuatorial                    | Nerre Priscila Barila Buale                | 19   | Malabo             |
| Honduras                             | Marla Yadira Escobar Montúfar              | 19   | La Ceiba           |
| Hong Kong                            | Elaine Elena Ng                            | 22   | Hong Kong          |
| Hungría                              | Ágnes Konkoly                              | 24   | Budapest           |
| India                                | Michelle Almeida                           | 22   | Bombay             |
| Inglaterra                           | Hannah Owens                               | 21   | Bristol            |
| Irlanda del Norte                    | Joanna Alexis Spyrou                       | 21   | Belfast            |
| Islandia                             | Guðrún Dögg Rúnarsdóttir                   | 20   | Akranes            |
| Islas Vírgenes de los Estados Unidos | Carolyn Whitney Carter-Heller              | 21   | Christiansted      |
| Israel                               | Yael Markovich                             | 21   | Haifa              |
| Kosovo                               | Edra Mjeshtri                              | 18   | Pristina           |
| Líbano                               | Daniella Yousef Rahme                      | 20   | Beirut             |
| Letonia                              | Eva Caune                                  | 23   | Riga               |
| Lituania                             | Deimante Bubelyte                          | 21   | Kaunas             |
| Macedonia                            | Kristina Kochova                           | 21   | Skopie             |
| Moldavia                             | Tamara Curca                               | 19   | Chisináu           |
| Namibia                              | Susanna Maria Van Zyl                      | 25   | Windhoek           |
| Nigeria                              | Belema Julius Afiesimama                   | 23   | Abuya              |
| Nueva Zelanda                        | Katrina Turner                             | 21   | Auckland           |
| Países Bajos                         | Roline Hund                                | 21   | Almere             |
| Panamá                               | Lidia Elena McNulty Espino                 | 21   | Las Tablas         |
| Perú                                 | Jessica Shialer Tejada                     | 22   | Cangallo           |
| Polinesia Francesa                   | Mihilani Teixeira                          | 20   | Papeete            |
| Polonia                              | Monika Lewczuk                             | 23   | Płock              |
| Portugal                             | Tania Filipa Rodrigues Costa               | 22   | Lisboa             |
| Puerto Rico                          | Valery Vélez Cuevas                        | 20   | Cataño             |
| República Checa                      | Aneta Grabcová                             | 19   | Hodonín            |
| República Dominicana                 | Sofinel Mariel Báez Santos                 | 21   | Nagua              |
| República Eslovaca                   | Michaela Gašparovičová                     | 19   | Bratislava         |
| Ruanda                               | Yvonne Uwamahoro                           | 26   | Kigali             |
| Rumania                              | Denisia Parlea                             | 21   | Târgu Mureș        |
| Rusia                                | Ekaterina Rupasova                         | 20   | Kirov              |
| Serbia                               | Kristina Markovic                          | 21   | Belgrado           |
| Singapur                             | Anusha Rajaseharan                         | 22   | Ciudad de Singapur |
| Sudáfrica                            | Dhesha Jeram                               | 23   | Ciudad del Cabo    |
| Suecia                               | Sara Weidenblad                            | 23   | Estocolmo          |
| Surinam                              | Sharifa Henar                              | 26   | Paramaribo         |
| Tailandia                            | Panika Vorraboonsiri                       | 24   | Bangkok            |
| Togo                                 | Rosalina Nadine Christiansen               | 18   | Lomé               |
| Turquía                              | Hilal Uzun                                 | 18   | Ankara             |
| Ucrania                              | Natalia Sitnikova                          | 22   | Kiev               |
| Venezuela                            | Andrea Carolina del Valle Destongue Quiróz | 24   | Barquisimeto       |
| Vietnam                              | Daniela Nguyenová                          | 22   | Hanói              |
| Zimbabue                             | Hildah Mabu                                | 19   | Harare             |

### Candidatas retiradas
- Alemania - Benita Schmitz
- Argelia - Chahrazed Maachi
- Belice - Brittany Cabral
- Camerún - Johanna Loïs Medjo Akamba
- España - Salet Martínez
- Escocia - Nicole McDain
- Macao - Sarah Leyshan
- México - Lucía del Cueto Dávalos

### Candidatas reemplazadas
- Estonia - Maria-Luiza Roskova fue reemplazada por Doris Daniel.
- India - Sakshi Bindra fue reemplazada por Michelle Almeida.
- Inglaterra - Emily O’Brien fue reemplazada por Hannah Owens.
- Kosovo - Jonida Bojaxhiu fue reemplazada por Edra Mjeshtri.
- Venezuela - Ángela Julieta Ruiz Pérez fue reemplazada por Andrea Carolina del Valle Destongue Quiróz.

## Datos acerca de las delegadas
- Algunas de las delegadas de Miss Supranacional 2011 han participado en otros certámenes internacionales de importancia:
  - Lidia McNulty (Panamá) fue ganadora de Miss Teen América 2007.
  - Guðrún Dögg Rúnarsdóttir (Islandia) participó sin éxito en Miss Mundo 2009.
  - Roline Hund (Países Bajos) participó sin éxito en Miss Internacional 2009 y Miss Friendship Internacional 2010.
  - Monika Lewczuk (Polonia) fue primera finalista en Miss Globe 2009.
  - Lyudmila Yakimovich	(Bielorrusia) participó sin éxito Miss Mundo 2010.
  - Beatriz Olmos (Bolivia) participó sin éxito en Miss Caribe Hisbicus 2010.
  - Suymara Barreto (Brasil) fue segunda finalista de Reina Hispanoamericana 2010.
  - Carolyn Carter (Islas Vírgenes de los Estados Unidos) participó sin éxito en Miss Mundo 2010, Miss Tierra 2012 y Miss Universo 2016.
  - Daniella Rahme (Líbano) participó sin éxito en Miss Internacional 2010.
  - Eva Caune (Letonia) participó sin éxito en Miss Tierra 2010.
  - Mihilani Teixeira (Polinesia Francesa) fue cuartofinalista en Miss Mundo 2010.
  - Sofinel Báez (República Dominicana) participó sin éxito en Miss Internacional 2010, fue ganadora del Reinado Internacional del Café 2011 y cuarta finalista de Reina Hispanoamericana 2015.
  - Anusha Rajaseharan (Singapur) participó sin éxito en Miss Mundo 2010.
  - Sara Weidenblad (Suecia)	fue semifinalista en Miss All the Nations 2010.
  - Sharifa Henar (Surinam) participó sin éxito en Miss Turismo Queen of the Year 2010.
  - Panika Vorraboonsiri	(Tailandia) participó sin éxito en Miss Model of the World 2010 y Miss Yacht Model International 2010.
  - Sanne Laenen (Bélgica) participó sin éxito en Miss Exclusive of the World 2011.
  - Monica Kristensen (Dinamarca) participó sin éxito en Miss Internacional 2011.
  - Jamilla Idris (Egipto) participó sin éxito en Miss Exclusive of the World 2011.
  - Mónica Avelar (El Salvador) participó sin éxito en Miss América Latina del Mundo 2011.
  - Michelle Almeida (India) fue semifinalista en Top Model of the World 2011.
  - Belema Afiesimama (Nigeria) participó sin éxito en Miss Globe 2011.
  - Michaela Gašparovičová (República Eslovaca) fue primera finalista en Miss Globe 2011.
  - Ana Maciel (Bonaire) participó sin éxito en Miss Mundo 2012.
  - Agnes Konkoly (Hungría) fue semifinalista en Miss Universo 2012.
  - Yael Markovich (Israel) participó sin éxito en Miss Internacional 2012.
  - Rosalina Christiansen (Togo) participó sin éxito en Miss Exlcusive of the World 2014.
  - Leslie Ayala (Ecuador) fue cuartofinalista en Charity Queen of One Power International 2015.
  - Hildah Mabu (Zimbabue) participó sin éxito en Miss Intercontinental 2016 y cuartofinalista en Top Model of the World 2017.

## Sobre los países en Miss Supranacional 2011

### Naciones debutantes
- Bonaire
- Curazao
- Egipto
- El Salvador
- Estados Unidos
- Etiopía
- Filipinas
- Guinea Ecuatorial
- Hong Kong
- India
- Islas Vírgenes de los Estados Unidos
- Israel
- Líbano
- Namibia
- Polinesia Francesa
- Ruanda
- Singapur
- Sudáfrica
- Surinam
- Togo
- Zimbabue

### Naciones que regresan a la competencia
Compitieron por última vez en 2009:
- Irlanda del Norte
- Vietnam

### Naciones que se retiran de la competencia
- Alemania
- Armenia
- Camerún
- China
- Corea del Sur
- Escocia
- España
- Gambia
- Guatemala
- Guinea
- Haití
- Irak
- Irlanda
- Italia
- Japón
- Mali
- México
- Paraguay
- Taiwán